# Olajfalók
Az Olajfalók (Ropáci) 1987-ben készült csehszlovák áldokumentumfilm. A húszperces mű valójában egy főiskolai vizsgafilm, melynek rendezője az akkor 22 éves Jan Svěrák. 1988-ban mutatták be és rövid időn belül nemzetközi sikereket aratott.

## Tartalom
|  | Alább a cselekmény részletei következnek! |

Felfedeznek egy új állatfajt, ami kőolajjal táplálkozik, a plasztik csemege számára. A kis állat minden műanyagot megeszik, különféle műanyagokkal veszi körül magát, hogy más állatok ne egyék meg őt. Egy speciális „mikroklímájú”, szennyezett levegőjű térségben fejlődött ki, de nagyon félénk, rejtőzködő életmódot folytat, ezért ritkán látni. 
Filmes kutatócsapat ered az olajfaló nyomába, valóságos expedíció, többféle tudományterület képviselőiből verbuválva. A cél egy lepusztult észak-csehországi bányavidék. Először egy szemtanút szólaltatnak meg: a gyártelep éjjeliőre kedves bácsi, aki szabad idejében festeget, és alapvetően jól érezné magát a zajos, büdös környezetben. Csak hát az olajfalók! Egyre szemtelenebbek, rájárnak a műanyag alkatrészekre, termékekre – kint felejtett gumicsizmáját reggelre kalucsnivá rágták…
Az olajfalóra egy szénbányában találnak rá, amint éppen egy szállítószalagon ülve utazgat a bánya egyik feléből a másikba. Filmre veszik, majd elfognak egy fiatal példányt. Amikor megtalálják, kihozzák a lápból és vizsgálni kezdik. A kis állat ekkor rosszul lesz, lassul a légzése, a kutatók ekkor jobb híján a terepjárójuk kipufogócsövéhez teszik és onnan lélegeztetik. A kutatók rájönnek, hogy az újonnan felfedezett lény szén-monoxid-alapú légzéssel él.
A film azt állította, hogy ha elsüllyed az olajszállító tankere, vagy olaj ömlik a tengerbe a fúrótoronyból, vagy csak az olajsütő bűzös és ártalmas folyadékát nem szeretnénk a WC-be zúdítani, akkor az abszolút környezetbarát megoldás a tudósok által felfedezett új állatfaj, amelyet a szennyező civilizáció termelt ki magából – eltünteti a felesleges olajat, hisz azzal táplálkozik.
|  | Itt a vége a cselekmény részletezésének! |

## Az új faj
A felfedezett kis emlős neve: Pacurofagus oxitoxicus, nagyjából akkora, mint egy nutria. Olajtócsákban élnek, remekül úsznak és különlegességük, hogy növények és más állatok helyett ipari szénhidrogénekkel táplálkoznak, szén-monoxiddal lélegzenek. Újfajta légző- és emésztőrendszerrel, új enzimekkel és új energetikai folyamatokkal rendelkeznek. A levegőnél jobban szeretik a kipufogógázt, mi több, az oxigén egyenesen árt nekik (innen az oxitoxicus fajnév).

## Idézet a filmből
„Dr. Suokup szeretné a kölyköt Prágába vinni. Biztos benne, hogy a prágai levegő kedvez az olajfalónak! Csak a Louny–Slaný szakasztól tartunk! A kipufogógázok koncentrációja itt a szükségesnél alacsonyabb. 
Két év múlva visszajövünk. A jelek szerint Louny–Slaný sem lesz veszélyes az olajfalókra és kockázat nélkül átszállíthatjuk őket Prágába. Lehet, hogy erre két évnél is többet kell várnunk, de türelmesek vagyunk. Biztosan tudjuk, hogy a mocsári olajfaló nem tartozik a veszélyeztetett fajok közé. Életfeltételei egyre javulnak.”

## Szereplők
- Lubomir Benes
- Ivo Kaspar
- Emil Nedbal
- Jiri Nemec
- Jan Rokyta

## A film utóélete
A film bemutatása után rögtön országos szenzációt keltett. Az elegáns latin nevet hetekig gyakran hallhattuk az utcán és a járműveken. A tévé telefonjai sisteregtek az érdeklődő hívásoktól: hol lehet ilyen aranyos szörnyecskéket beszerezni? A Magyar Televízió Napzárta című műsora többször is foglalkozott a témával, biológusok, genetikusok elmélkedtek róla. E katartikus pillanatban az olajfaló egyszerre vált jelképévé az ember romboló ostobaságának és a természet építő bölcsességének.
Mindössze azok kételkedtek, akiknek az evolúció nemcsak iskolai emlék és homályos filozófiai eszme volt, hanem józan ésszel azt is meggondolták: miképp fejlődhet ki egy új faj mindjárt egy emlős szervezet bonyolultsági szintjén, egyszerűbb, hasonló tulajdonságú élőlények nélkül?

## Leleplezés
Két héttel az első adás után jött a leleplező műsor.
Újra levetítették a filmet, utána pedig a nézők szembesülhettek a főszereplővel: a Pacurofagust alakító ügyes gumifigurát meg néhány forgatási trükköt. A meghívott szakértők ejtettek néhány szót az igazi evolúcióról, és mindenki igyekezett rávilágítani, hogy a Pacurofagus oxitoxicus („oxigéntől mérgezést kapó olajfaló”) jelképnek ugyan valóban páratlan lelemény, a valóságban azonban nem létezik.

## A film elismerése
- Oberhauseni Nemzetközi Rövidfilm Fesztivál
  - díj: legjobb szatirikus film
- Student Academy Award (1989) 
  - díj: Student Academy Award (Diák Oscar-díj)
- Krakkói Filmfesztivál (1988)
  - díj: zsűri különdíja – Jan Svěrák
- Clermont-Ferrand-i Nemzetközi Rövidfilmfesztivál (1990)
  - díj: Közönségdíj – Jan Svěrák
- Filmes iskolák müncheni Nemzetközi Fesztiválja (1988)
  - díj: zsűri díja – Jan Svěrák
- Odense Nemzetközi Filmfesztivál (1991)
  - díj: első díj – Jan Svěrák